# August Steinbrink
August Steinbrink (* 3. Juni 1920 in Heiligenhaus; † 10. Juni 2018 ebenda) war ein deutscher Industriekaufmann, der sich um Heimatpflege, die deutsch-französischen Beziehungen sowie den Naturschutz verdient gemacht hat.

## Leben und Wirken
Steinbrink wurde in der Heiligenhauser Honschaft Hasselbeck geboren und wohnte zeitlebens in der Stadt. Im 2. Weltkrieg war er von 1940 bis 1945 Soldat an der West- und Ostfront und setzte sich später für die Versöhnung mit den ehemaligen Kriegsgegnern England und Frankreich sowie für die Arbeit des Volksbundes Deutsche Kriegsgräberfürsorge ein. Nach Entlassung aus der Kriegsgefangenschaft war er 46 Jahre für ein ortsansässiges Unternehmen der Schloss- und Beschlagindustrie tätig. Steinbrink war 63 Jahre mit Ingrid Steinbrink verheiratet, das Ehepaar hat einen Sohn.
Von 1945 bis 1947 organisierte er den CVJM am Ort neu. Steinbrink verfasste eine autobiographische Heimatchronik, die 1998 im Eigenverlag als Buch erschien. Er schrieb Artikel u. a. für Lokalzeitungen, galt als Heimatchronist seiner Zeit und hielt viele Ehrenämter in der evangelischen Kirche und in Vereinen (u. a. war er 16 Jahre erster Vorsitzender des Geschichtsvereines) inne. Ein besonderes Interesse galt der Pflege der regionalen Mundart Heljenser Platt. Steinbrink, der fließend Englisch und Französisch sprach, engagierte sich in der Deutsch-Französischen Städtepartnerschaft von Heiligenhaus mit Meaux.
Steinbrink widmete sich 60 Jahre lang der Imkerei und dem Schutz von Insekten. Er erhielt dafür vom Deutschen Imkerbund zahlreiche Auszeichnungen.

## Ehrungen und Auszeichnungen
- 1985 Médaille d’Argent du Encouragement au Bien (Frankreich, vergleichbar dem deutschen Bundesverdienstkreuz)
- 1987 Médaille d’Argent des Oeuvres Sociales (Frankreich, Auszeichnung für gesellschaftliches Engagement)
- 1993 Bundesverdienstkreuz
- 1993 Heiligenhauser Bürgertaler